# Topchef
Topchef is een Nederlands televisieprogramma over kookkunst dat van 2009 tot 2013 werd uitgezonden door RTL.

## Format
Het format van Topchef is gebaseerd op het Britse BBC-programma Masterchef, specifiek de revisie van 2005, waarbij door kandidaten gepoogd wordt een kookwedstrijd te winnen gejureerd door culinair recensent Gregg Wallace en kok John Torode. Hoewel er veel overeenkomsten zijn met het origineel zijn er ook verschillen, zo is de toon van Topchef minder opbouwend dan die van Masterchef en wordt het op een commerciële zender uitgezonden waardoor er in Topchef sprake is van sponsoring, met name door Verstegen (specerijen, kruiden) en de firma Westland Kaas (Old Amsterdam) alsmede diverse in Nederland actieve restaurants en koks.

## Wie wordt de Topchef
In Topchef 2009 kregen iedere week zes amateurs les van een bekende sterrenchef, die hen en de kijker daarbij een kijkje in zijn eigen keuken biedt. Na afloop van deze sessie werd elke hobbykok individueel op zijn of haar kookkunsten beoordeeld. Ook kregen de deelnemers een gezamenlijke opdracht, die werden beoordeeld door culinair recensent Ton de Zeeuw van De Telegraaf en de groep voor wie werd gekookt.
Aan het einde van de zesde en tevens laatste uitzending namen uiteindelijk drie amateurs deel aan de finaleopdracht. Dit gebeurde in een bijzondere setting, want de finalisten moesten hun kookkunsten vertonen aan een jury bestaande uit Sergio Herman, Lucas Rive, Ron Blaauw, Hans van Wolde en Herman den Blijker. Deze vijf culinaire grootheden namen plaats aan de Chef's table van sterrenrestaurant Beluga in Maastricht, om te bepalen welke hobbychef het meest getalenteerd is en zich Topchef 2009 mag noemen. De Brabantse Gilke werd de winnares.

## Topchef VIPs
In het najaar van 2009 kreeg de serie Topchef een VIP-versie. Sterrenchefs Sergio Herman, Jonnie Boer, Ron Blaauw, Lucas Rive, Herman den Blijker en Hans van Wolde fungeerden als jury en letten vooral op de presentatie op het bord en of de gerechten goed bereid en op smaak zijn. Voorts werd de organisatie in de keuken tegen het licht gehouden; ook lette men er scherp op of de gerechten creatief en origineel zijn. Deelnemers aan deze serie waren twaalf bekende Nederlanders: Lange Frans, Guus Meeuwis, Wilma Nanninga, Gordon, Renate Verbaan, Chimène van Oosterhout, Ruth Jacott, Maik de Boer, Catherine Keyl, Robert Schoemacher, Tim Immers en Marian Mudder. De winnaar was Chimène van Oosterhout.

## Topchef
In Topchef 2010 kookten meesterkok Robert Kranenborg en culinair expert Julius Jaspers eerst een week lang met acht amateurchefs in een kookstudio en in een professionele keuken in een restaurant, net als in het BBC-programma Masterchef. Ze gingen de laatste dag van de week naar een sterrenrestaurant van een bekende sterrenkok. Kranenborg en Jaspers leerden de hobbykoks hoe het werk er in een professionele keuken aan toe gaat en gaven elke aflevering (m.u.v de donderdag en vrijdag) een masterclass waarin zij de amateurs voordeden hoe ze een gerecht moeten bereiden. Kranenborg en Jaspers beoordeelden de gerechten van iedere hobbykok met een cijfer tussen de een en de tien. Aan het eind van de week gingen er twee kandidaten door naar de finalerondes. In elke ronde vielen er kandidaten af, waardoor er uiteindelijk één Topchef 2010 overbleef. De winnaar was Peggy Thaens.

## Topchef: De Jonge Professionals
In Topchef 2011 (voorjaar) kookten Kranenborg en Jaspers weer met verschillende kandidaten, geen amateurs, maar echte koks met diploma's, of nog bezig met een opleiding. Topchef 2011 (voorjaar) was eind februari te zien op RTL 5. De winnaar was Moniek.

## Topchef: De 12 Provincies 2011
In Topchef 2011 (najaar) kookten meesterkok Robert Kranenborg en culinair expert Julius Jaspers met verschillende kandidaten. Elke week stond er een provincie centraal. Er werd wekelijks een dag gefilmd in kasteel De Wittenburg in Wassenaar, een hotel met welvoorziene restaurantkeuken. De winnaar van dit seizoen was Tim Ringers uit Groningen.

## Topchef: De 12 Provincies 2012
In Topchef 2012 (voorjaar) kookten meesterkok Robert Kranenborg en chef-kok Julius Jaspers opnieuw met verschillende kandidaten. Elke week stond er een provincie centraal. De winnaar van dit seizoen was Tamara de Borst uit Utrecht.

## Topchef tegen Sterrenchef 2012
In Topchef tegen Sterrenchef 2012 (najaar) strijden meesterkok Robert Kranenborg en chef-kok Julius Jaspers met hun brigade tegen een brigade die is samengesteld door een 1-sterrenchef. Elke week geven de twee chefs training aan een groep van 8 kandidaten om uiteindelijk aan het einde van de week met de vier beste de strijd aan te gaan.